# Rally-VM 1982
Rally-VM 1982 kördes över tolv omgångar med Walter Röhrl som världsmästare, före sensationskvinnan Michèle Mouton på andra plats. Audi tog hem märkes-VM.

## Delsegrare
| Rally               | Vinnare         | Märke   |
| ------------------- | --------------- | ------- |
| Monte Carlo-rallyt  | Walter Röhrl    | Opel    |
| Svenska rallyt      | Stig Blomqvist  | Audi    |
| Portugisiska rallyt | Michèle Mouton  | Audi    |
| Safarirallyt        | Shekhar Mehta   | Datsun  |
| Korsikanska rallyt  | Jean Ragnotti   | Renault |
| Akropolisrallyt     | Michèle Mouton  | Audi    |
| Nyzeeländska rallyt | Björn Waldegård | Toyota  |
| Brasilianska rallyt | Michèle Mouton  | Audi    |
| Finska rallyt       | Hannu Mikkola   | Audi    |
| Sanremorallyt       | Stig Blomqvist  | Audi    |
| Elfenbenskustrallyt | Walter Röhrl    | Opel    |
| Brittiska rallyt    | Hannu Mikkola   | Audi    |

## Förar-VM
| Plats | Förare          | Märke  | Poäng |
| ----- | --------------- | ------ | ----- |
| 1     | Walter Röhrl    | Opel   | 109   |
| 2     | Michèle Mouton  | Audi   | 97    |
| 3     | Hannu Mikkola   | Audi   | 70    |
| 4     | Stig Blomqvist  | Audi   | 58    |
| 5     | Per Eklund      | Toyota | 57    |
| 6     | Björn Waldegård | Toyota | 36    |
| 7     | Henri Toivonen  | Opel   | 32    |
| 8     | Shekhar Mehta   | Datsun | 30    |

## Märkes-VM
| Plats | Märke   | Poäng |
| ----- | ------- | ----- |
| 1     | Audi    | 116   |
| 2     | Opel    | 104   |
| 3     | Nissan  | 57    |
| 4     | Ford    | 55    |
| 5     | Toyota  | 41    |
| 6     | Renault | 34    |